# Gofrette
Gofrette è una serie di cartoni animati canadese. La serie, basata sui libri della scrittrice Doris Brasset, racconta la storia di un giovane e curioso gatto antropomorfo che, insieme ai suoi migliori amici come il cane Fudge e alla gallina Ellie, vive varie avventure.